# Seodaesin-dong
Seodaesin-dong (koreanska: 서대신동)  är en stadsdel i staden Busan i den sydöstra delen av Sydkorea, 300 km sydost om huvudstaden Seoul. Den ligger i stadsdistriktet Seo-gu.

## Indelning
Administrativt är Seodaesin-dong indelat i:
| Namn      | Namn                  | Yta km² | Invånare 31 dec 2018 |
| --------- | --------------------- | ------- | -------------------- |
| 서대신1동 | Seodaesin 1(il)-dong  | 0,63    | 12 051               |
| 서대신3동 | Seodaesin 3(sam)-dong | 1,41    | 8 991                |
| 서대신4동 | Seodaesin 4(sa)-dong  | 3,12    | 8 250                |